# Arrernte

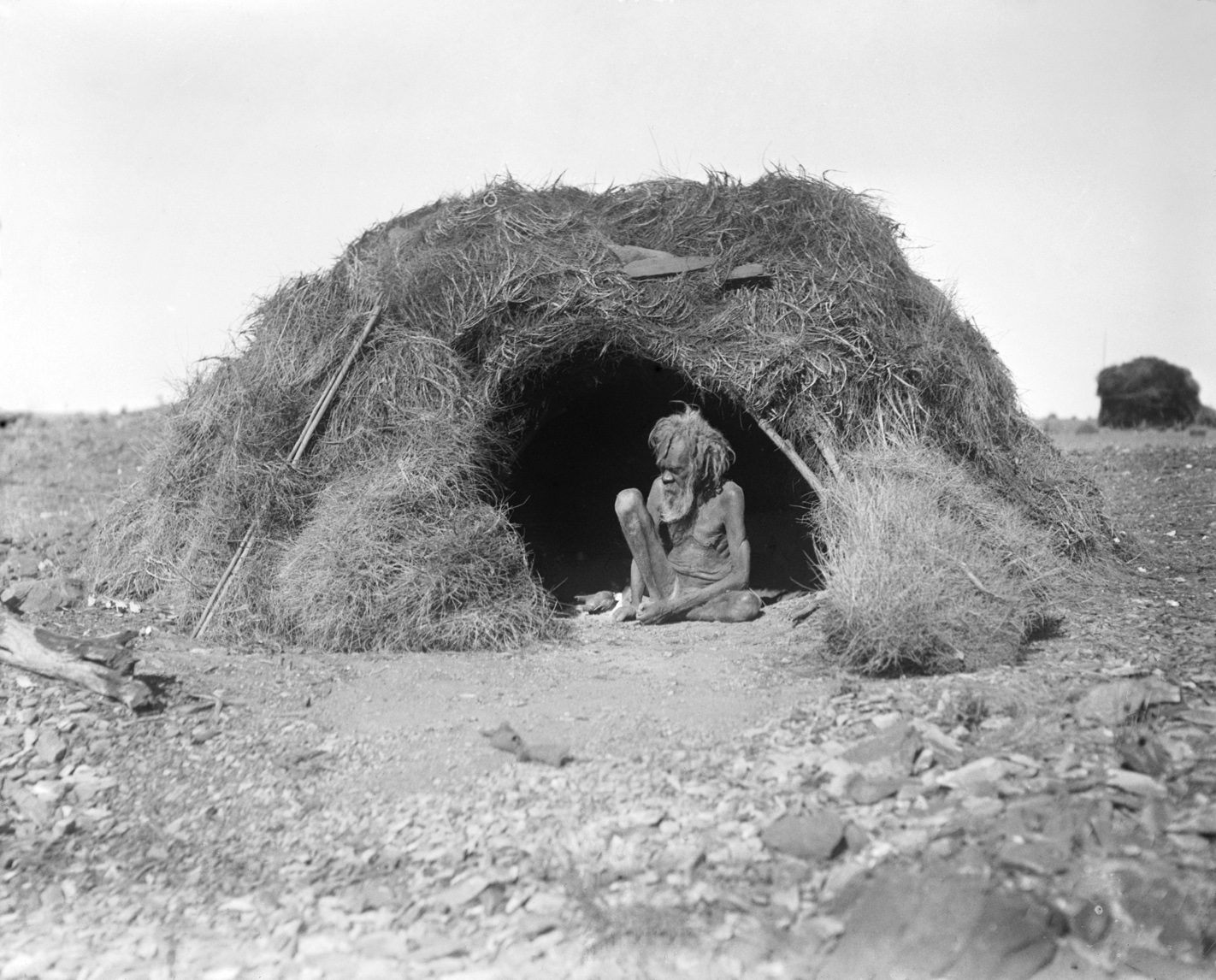
Un home arrernte del Territori del Nord i una cabana tradicional el 1920

El poble arrernte és un grup de persones que tradicionalment viuen als Territoris Centrals d'Austràlia. Alguns membres arrernte hi viuen lluny, a Sydney, Melbourne, o fins i tot a l'estranger.
N'hi ha quatre grups:
- l'arrernte central: viuen al voltant d'Alice Springs o Mparntwe.
- l'arrernte oriental: es troben a l'est d'Alice Springs o Mparntwe.
- l'arrernte occidental: viuen a l'oest d'Alice Springs o Mparntwe.
- L'arrernte pot referir-se tant a tots els grups com a la gent del nord d'Alice Springs o Mparntwe.

També són coneguts com a aranda, arrarnta i arunta.

## Territori
El territori arrernte el controla el Consell d'Arrernte, que al seu torn el dirigeix el Consell del Territori Central d'Alice Springs. S'estén cap a l'oest fins a  Mutitjulu i King's Canyon, i cap a l'est fins a la vora oest del desert de Simpson. Els arrernte controlen un petit territori al nord d'Alice Springs, però no hi viu cap poble.
Aquest territori és cobert de serralades, congosts i punts d'aigua. També hi ha "zones de protecció" en què algunes espècies estan protegides.

## Llengua
L'arrernte és una llengua tradicionalment parlada a la regió d'Alice Springs (Mparntwe en arrernte). El 2016, 2.358 persones  declararen que parlaven arrernte com a llengua materna.
A la majoria d'escoles primàries de Mparntwe (Alice Springs en anglés), tots els alumnes aprenen arrernte, independentment del seu origen. És una llengua obligatòria que a vegades va acompanyada del francés o l'indonesi. A més, una gran proporció d'escoles de secundària i batxillerat ofereixen cursos opcionals d'arrernte i també es pot estudiar al Centralian College. S'estan considerant plans per convertir-la en una assignatura universitària.
Alguns empresaris també exigeixen als seus empleats que aprenguin habilitats lingüístiques bàsiques per comunicar-se amb la gent d'Arrernte: un 25% dels que viuen a Mparntwe (Alice Springs per als colons) parlen principalment arrernte.

## Mites
Les creences del poble arrernte són compartides per quasi un 60% de la població (38% són catòlics romans).
El mite de l'origen és molt semblant a altres mitologies australianes: originàriament, només hi havia una plana àrida immersa en la foscor. Els esperits, o "avantpassats totèmics", van caminar per la Terra, modelant els paisatges d'Austràlia. Van donar vida a la humanitat: "trossejar la massa que la humanitat constituïa aleshores per tal d'extraure'n individus, encara en estat embrionari; després van tallar els lligaments que unien els dits de les mans i dels peus i van obrir les orelles, els ulls i la boca". També els devem totes les tècniques i els coneixements humans. Una volta acomplertes les seues pesades tasques, els esperits totèmics tornaren al seu son original, ja fos a la terra o en forma de roques o arbres.
Segons l'Arrernte, un ésser és format per dues essències de naturaleses diferents. La primera, l'ànima mortal, pren forma durant la fecundació, alhora que l'embrió. La segona, l'ànima immortal, només intervé durant l'embaràs. És qui modela la personalitat i el físic del xiquet o xiqueta.